# Mario & Luigi: Brothership
Mario & Luigi: Brothership é um jogo eletrônico de RPG lançado em 2024, desenvolvido pela Acquire e publicado pela Nintendo para o Nintendo Switch. É o sexto jogo da franquia Mario & Luigi, depois do lançamento de Mario & Luigi: Paper Jam (2015). Após o surgimento de um portal misterioso, Mario e Luigi, juntamente com outros moradores do Reino Cogumelo, são transportados para o mundo de Elétria, onde se vêem trabalhando para reunir a terra depois que uma força sombria, Glohm, procura separar e isolar seus habitantes na solidão. No jogo, os jogadores controlam os irmãos para explorar Elétria, resolver quebra-cabeças e concluir missões, enquanto enfrentam os inimigos que encontram em combates por turnos.
O jogo foi anunciado em um Nintendo Direct em 18 de junho de 2024, revelando uma mudança de desenvolvedor devido ao encerramento da AlphaDream em 2019 devido à sua falência. A prévia revelou que a Acquire havia se concentrado na criação de um jogo totalmente em 3D, projetado para um console doméstico, com maior ênfase em exploração e missões, e modificações no sistema de batalha para se concentrar em ações de trabalho em equipe com ataques. O elemento característico de Brothership é a navegação pelo mundo, na qual os jogadores usam a Ilha Nauta para explorar as várias terras de Elétria, que inicialmente restringem os locais aonde os jogadores podem ir até que a ilha seja reconectada, abrindo novas áreas para exploração.
Brothership foi lançado em 7 de novembro de 2024. Recebeu críticas geralmente positivas, com elogios ao estilo artístico, ao combate e à história. Parte do humor e o papel de Luigi nos quebra-cabeças com a mecânica Luigi Logic receberam reações mistas. Foi criticado por seus problemas de ritmo e desempenho.

## Desenvolvimento
Depois que a AlphaDream, criadora da franquia, entrou com pedido de falência em 2019, a Nintendo registrou uma nova marca registrada para Mario & Luigi em janeiro de 2020. Em junho de 2024, após a revelação do jogo em um Nintendo Direct, a Nintendo observou que "alguns dos desenvolvedores originais" da franquia estão envolvidos no desenvolvimento de Brothership, mas não revelou qual estúdio estava produzindo o jogo. Posteriormente, foi revelado que o desenvolvedor principal era a Acquire, com base nos avisos de propriedade intelectual do jogo; eles haviam trabalhado anteriormente em Octopath Traveler, que a Nintendo publicou inicialmente fora do Japão. O jogo foi lançado para o Nintendo Switch em 7 de novembro de 2024.

## Recepção
Mario & Luigi: Brothership recebeu críticas "geralmente favoráveis" dos críticos, de acordo com o site agregador de críticas Metacritic.
PJ O'Reilly, da Nintendo Life, e Ozzie Mejia, da Shacknews, elogiaram o sistema de combate, a história e o estilo de arte do jogo. Eric Switzer, da The Gamer, elogiou a história por ser "surpreendentemente madura e impactante para um jogo do Mario" e elogiou o combate, embora tenha criticado o sistema de navegação do jogo. Escrevendo para o Daily Mirror, Aaron Potter elogiou a estética, afirmando que o jogo "está absolutamente deslumbrante" e foi "o melhor visual que a série RPG já teve". Will Greenwald, da PCMag, deu ao jogo o prêmio Editor's Choice, descrevendo-o como "colorido, encantador e mecanicamente envolvente". Josephine Watson, da TechRadar, elogiou os personagens, o combate, os quebra-cabeças e o visual, ao mesmo tempo em que criticou os problemas de desempenho descritos como a "maldição da geração do Nintendo Switch". Steve Watts, da Gamespot, elogiou a mecânica de batalha de plugues e elogiou o estilo de arte, bem como a história por contar uma "fábula simples e doce sobre união e conexão humana", ao mesmo tempo em que criticou o ritmo e o desempenho, e sentiu que o jogo era ambicioso demais para seu próprio bem devido à sua duração.
As críticas negativas incluem a de Giovanni Colantonio, da Digital Trends, que criticou o ritmo e a escrita do humor pelo que descreveu como desprovido de inteligência, mas elogiou a história por ser "a mais socialmente relevante que um jogo do Mario já teve". Logan Plant, da IGN, também criticou bastante o jogo em geral, dando-lhe uma nota 5/10. Ele considerou o desempenho técnico do jogo um dos piores do Switch e criticou os controles automatizados de Luigi no mundo do jogo e o seu papel na solução de quebra-cabeças com a mecânica da lógica do Luigi, a escrita do jogo e o que ele descreveu como falta de originalidade em seus locais. Outros avaliadores criticaram, em geral, os problemas de desempenho do jogo.

### Vendas
Mario & Luigi: Brothership foi o jogo mais vendido durante a sua primeira semana de lançamento no Japão, com 63 441 cópias físicas vendidas em todo o país.